# John Bagot Glubb
John Bagot Glubb (surnommé Glubb Pacha), né le 16 avril 1897 à Preston dans le Lancashire et mort le 17 mars 1986 dans le Sussex, est un militaire britannique, général de corps d’armée (lieutenant-général). Il s'illustre notamment comme commandant de la Légion arabe pendant la guerre israélo-arabe de 1948.

## Biographie
John Bagot Glubb naît en 1897. Il sort major de sa promotion de l'Académie militaire royale de Woolwich et est nommé sous-lieutenant du Génie le 22 avril 1915. Lieutenant en 1916, avec rang de capitaine, il sert en France pendant la Première Guerre mondiale. Il est blessé au menton par un éclat d’obus et reçoit la Military Cross le 1er janvier 1918 ; les séquelles de cette blessure lui vaudront son surnom arabe Aral-Abu Huneik (« l’homme à la mâchoire raccourcie »).
Il commence à servir au Moyen-Orient en 1920, en Irak, pays alors placé sous mandat britannique à la suite du démantèlement de l'Empire ottoman à la fin de la Première Guerre mondiale. De là, il se rend en Transjordanie en 1924, en traversant seul à dos de chameau le désert syrien. Il y rencontre l’émir Abdallah. Ce dernier, intéressé par les connaissances de Glubb en matière de coutumes bédouines, le prend à son service pour recruter des Bédouins pour la police transjordanienne. Les premiers temps sont peu fructueux, mais à force de patience, Glubb parvient à être accepté par les Bédouins, notamment la tribu des Howeitat, qui s’engagent à mettre fin aux raids en 1931.
Entretemps, en décembre 1930, il devient major dans la Légion arabe, où il dirige la patrouille du désert, composée de Bédouins, avec laquelle il parvient à mettre un terme aux raids tribaux en 1932. Il prend la direction de la Légion arabe transjordanienne en 1939, succédant ainsi à Frederick Peake. En 1941, commandant la Légion arabe, il participe à la guerre anglo-irakienne puis à la campagne de Syrie, pays alors contrôlé par les forces du gouvernement français de Vichy, au côté des Forces britanniques et des Forces françaises libres (FFL).
À partir de 1952, les relations de John Bagot Glubb avec le nouveau roi Hussein de Jordanie commencent à se dégrader, en particulier en matière de politique de défense et de promotion d'officiers arabes au sein de la Légion, ces derniers considérant le processus d’arabisation trop lent. Il est renvoyé de son commandement le 1er mars 1956, après dix-sept années passées à la tête de la Légion. Cette décision matérialise la volonté du royaume de prendre le plein contrôle de ses forces armées.

## Distinctions
- Compagnon de l'ordre de Saint-Michel et Saint-George (CMG-1946)
- Compagnon du Distinguished Service Order (DSO-1941)
- Officier de l'ordre de l'Empire britannique (OBE-1924)
- Military Cross (MC-1918)
- King’s Police Medal (KPM-1939)
- Chevalier du très vénérable ordre de Saint-Jean (KStJ-1955)
- Ordre El Rafidain de 4e classe (Irak-1934)
- Ordre El Istiqlal de 1re classe (Transjordanie-1940)
- Ordre El Nahda de 1re classe (Transjordanie-1944)

## Publications en anglais
- The Story of the Arab Legion (1948), A Soldier with the Arabs (1957), Britain and the Arabs (1959).
- The Fate of Empires, Search for Survival, réimprimé en 1978, Blackwood,  (ISBN 0 85158 127 7) : étude de 17 civilisations et des points communs systématiques de leurs développements et de leurs déclins, suivi d'une synthèse en une page.